# Barão de Vila Bela
Barão de Vila Bela foi um título nobiliárquico brasileiro criado pelo Imperador D. Pedro I do Brasil, por decreto de 15 de fevereiro de 1827, a favor de Francisco de Paula Magessi Tavares de Carvalho  (Castelo de Vide, 1769 — Rio de Janeiro, 26 de junho de 1847 ). 
Ao morrer o primeiro titular do direito à baronia de Vila Bela, intransmissível por direito de sucessão, fê-la regressar à disponibilidade do Imperador D. Pedro II do Brasil, que assim pôde criá-lo outra vez por Decreto de 6 de setembro de 1866 a favor do segundo titular do direito à baronia de Vila Bela, Domingos de Sousa Leão (Fazenda Jenipapo, Sanharó, Pernambuco, 16 de dezembro de 1819 — Rio de Janeiro, 18 de outubro de 1879).
Titulares
1. Francisco de Paula Magessi Tavares de Carvalho (1769–1847);
2. Domingos de Sousa Leão (1819–1879).